# Креолин
Креолин  — концентрированная водная эмульсия мыльного эмульгатора и фракции масел с температурой кипения в интервале от 190 °С до 230 °С. Различают:
- фенольный креолин;
- бесфенольный креолин;
- активированный креолин (содержит добавки пестицидов).

## Физические и химические свойства
Тёмно-бурая или тёмно-коричневая жидкость с запахом крезолов. Креолин растворим в ацетоне, эфирах, хлороформе, нерастворим в кислотах, с водой образует стойкую эмульсию.

## Получение
Получается смешиванием эмульгатора, например, технического мыла (40-45%) и фракций масел (55-60%), образующихся при термическом разложении угля, древесины, торфа, сланцев.

## Применение
Используется в ветеринарной практике, в сельском хозяйстве для дезинфекции, дезинсекции, против вредителей сельскохозяйственных растений.